# Nigel Hall

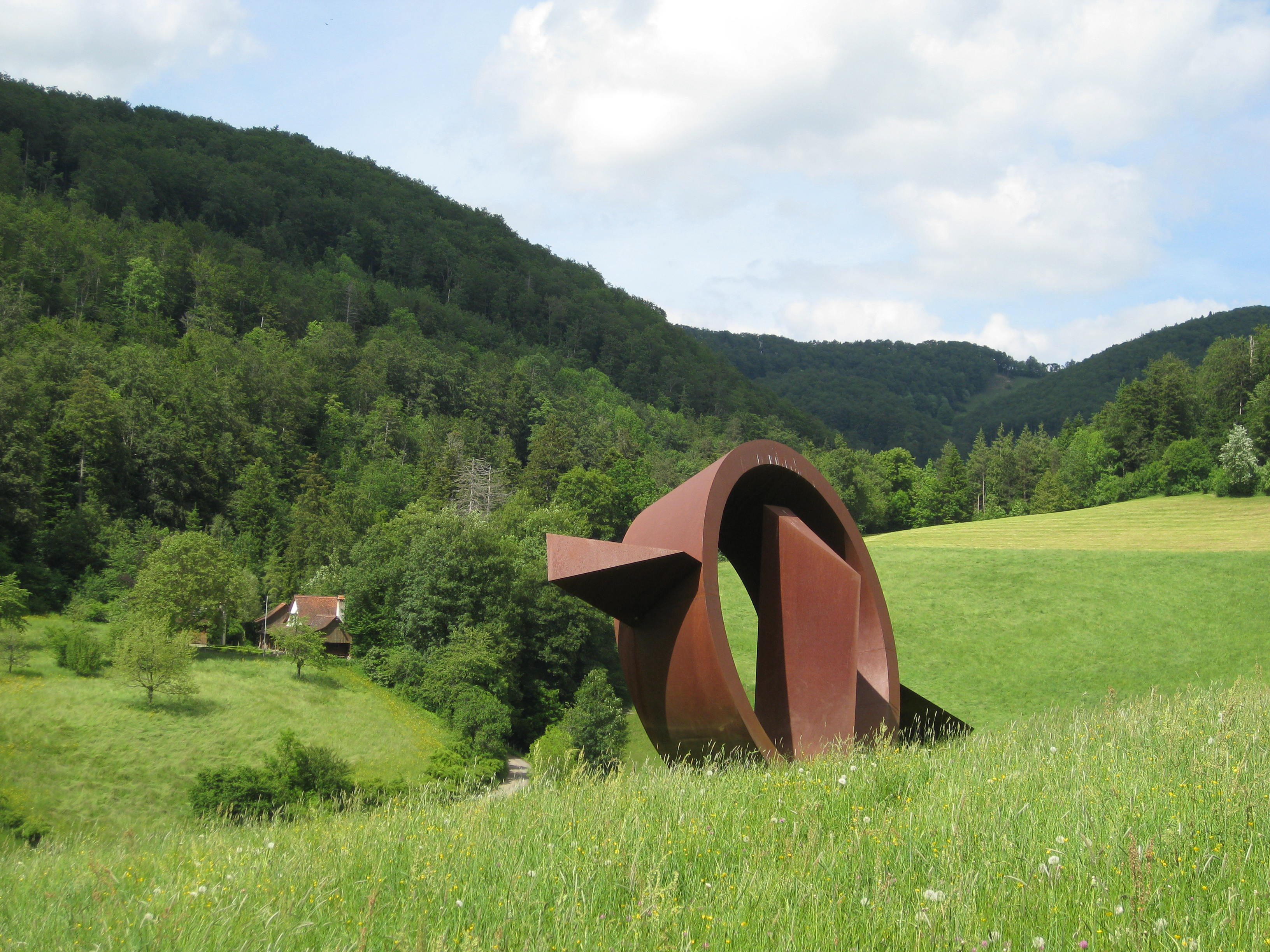
Soglio – Kunst in der Natur – Sculpture at Schoenthal

Nigel Hall RA (* 30. August 1943 in Bristol, Gloucestershire) ist ein englischer Bildhauer und Zeichner.

## Leben
Nigel Halls Großvater war Steinmetz, der Kirchen und Kathedralen restaurierte. In dessen Werkstatt konnte der Enkel zusehen und mitarbeiten. Das „Schnitzen“ von Stein beeinflusste später Halls Skulpturen und Zeichnungen.
Von 1960 bis 1964 studierte er am West of England College of Art in Bristol, von 1964 bis 1967 am Royal College of Art in London. Mit einem Harkness-Stipendium kam er von 1967 bis 1969 in die USA nach Kanada und Mexiko. Erst später, von London aus, reiste er nach Japan, Korea und häufig in die Schweiz.
Von 1971 bis 1981 war Nigel Hall Dozent und externes Prüfungsmitglied am Royal College of Art, London, und leitete den Fachbereich für Skulptur an der Chelsea College of Art and Design.
Nigel Hall lebt und arbeitet in London.
2001 erhielt Hall ein Aufenthaltsstipendium der Künstlerresidenz Chretzeturm, Stein am Rhein. 2003 wurde er Mitglied der Royal Academy of Arts.

## Werke
Nigel Hall fertigt ein- und mehrfarbige Zeichnungen. Seit den 1960er Jahren entstehen Skulpturen und räumliche Strukturen. Bedeutsam für alle sind das Zusammenspiel von Schattenwirkungen und Balance. Das bedingt auch stets eine exakte Platzierung in Innenräumen und im Freien. Wie die Landschaft der Mojave-Wüste erlebt Nigel Hall die Schweizer Alpen als Raum der Stille und Leere. Das beeinflusst seine Zeichnungen, die er bei allen Reisen in einem Skizzen-Tagebuch festhält. Die Zeichnungen stellen mehr als die Hälfte seines Gesamtwerks dar.
International bekannt sind die Installationen, also die ortsbezogenen Werke: ein zweiteiliges Wandrelief aus bemaltem und vergoldeten Holz  am Eingang des Providence Tower, Dallas (1989), eine Wandskulptur am Eingang der National Gallery of Australia, Canberra (1982), und seine größte Skulptur, eine freistehende Stahlskulptur am Eingang des Thameslink Road Tunnel in London (1993).

## Einzelausstellungen (Auswahl)
- 1967 Galerie Givaudan, Paris, Frankreich
- 1982 Nigel Hall: Skulpturen und Zeichnungen – Staatliche Kunsthalle Baden-Baden
- 1995 Veranneman Foundation, Kruishoutem, Belgien
- 1998 New York Studio School Gallery, New York, USA
- 2001 Stiftung Sculpture at Schoenthal, Langenbruck, Schweiz
- 2004 Nigel Hall – Plastiken im Spannungsfeld zwischen Natur und Kultur – Kunsthalle Mannheim, Mannheim
- 2008 Park Ryu Sook Gallery, Seoul, Südkorea
- 2008 Nigel Hall: Sculpture and Drawing 1965–2008 – Yorkshire Sculpture Park, Wakefield, West Yorkshire (England)
- 2012 Nigel Hall: Southern Shade – Galerie Andres Thalmann, Zürich, Schweiz

Quelle:

## Gruppenausstellungen (Auswahl)
- Biennale de Paris (1975), Paris
- documenta 6 (1977), Kassel
- Peggy Guggenheim Collection (2002/03), Venedig
- Blickachsen (2001, 2003, 2005, 2011), Bad Homburg vor der Höhe
- PMMK (2006), Ostende
- Museum Art.Plus British Art+ (2015), Donaueschingen[5]

## Öffentliche Sammlungen (Auswahl)
- Tate Gallery, London
- Musee National d’Art Moderne, Paris
- Neue Nationalgalerie, Berlin
- Tokyo Metropolitan Art Museum, Japan
- National Museum of Art, Osaka, Japan
- Museum of Contemporary Art, Sydney, Australien
- Dallas Museum of Fine Art, Texas, USA
- Tel Aviv Museum of Art, Israel
- Museum im Kulturspeicher Würzburg, Deutschland, Sammlung Peter C. Ruppert

## Skulpturenparks (Auswahl)
- Cass Sculpture at Goodwood, Großbritannien
- Yorkshire Sculpture Park, West Bretton, West Yorkshire, Großbritannien
- Skulpturenpark der Kunsthalle Mannheim, Mannheim
- Stiftung Sculpture at Schoenthal, Langenbruck, Schweiz

## Fotogalerie

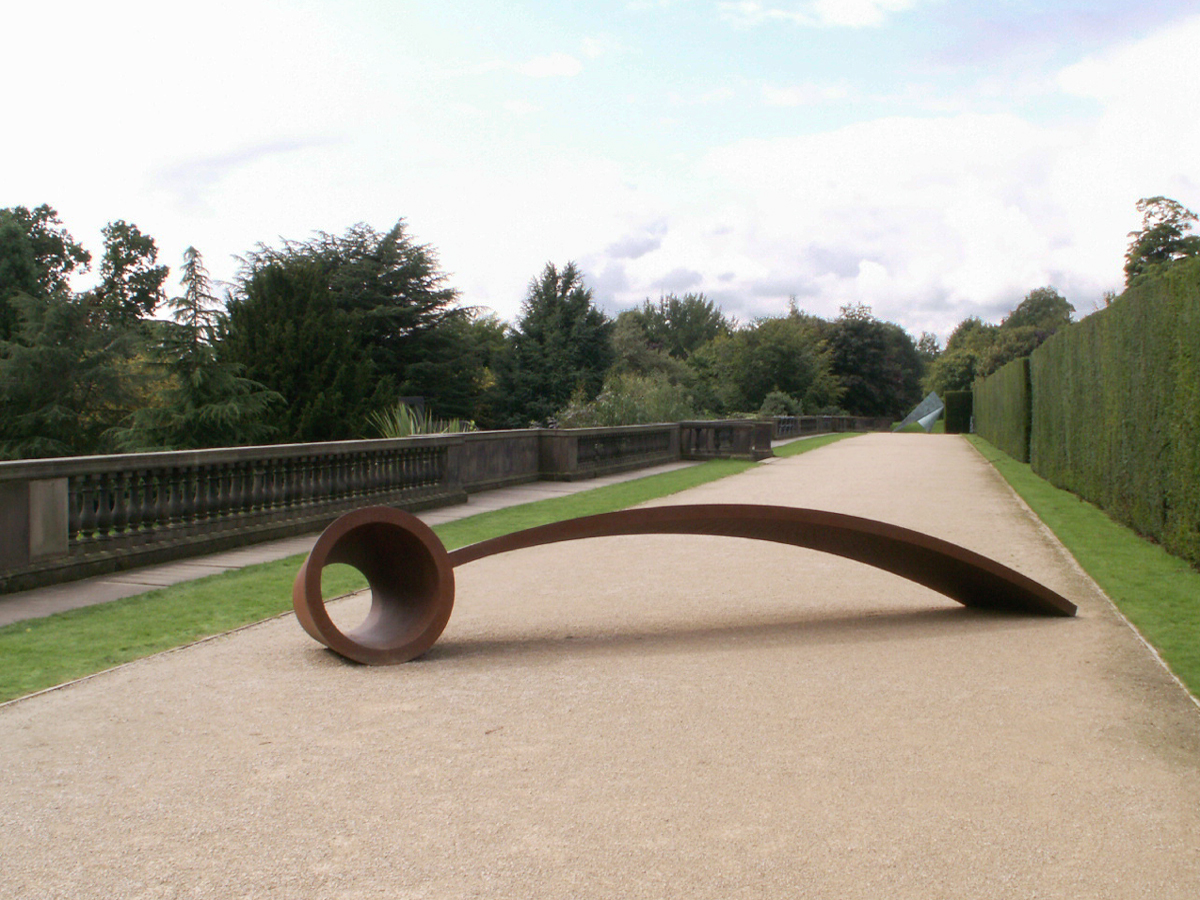
Wide Passage – Yorkshire Sculpture Park
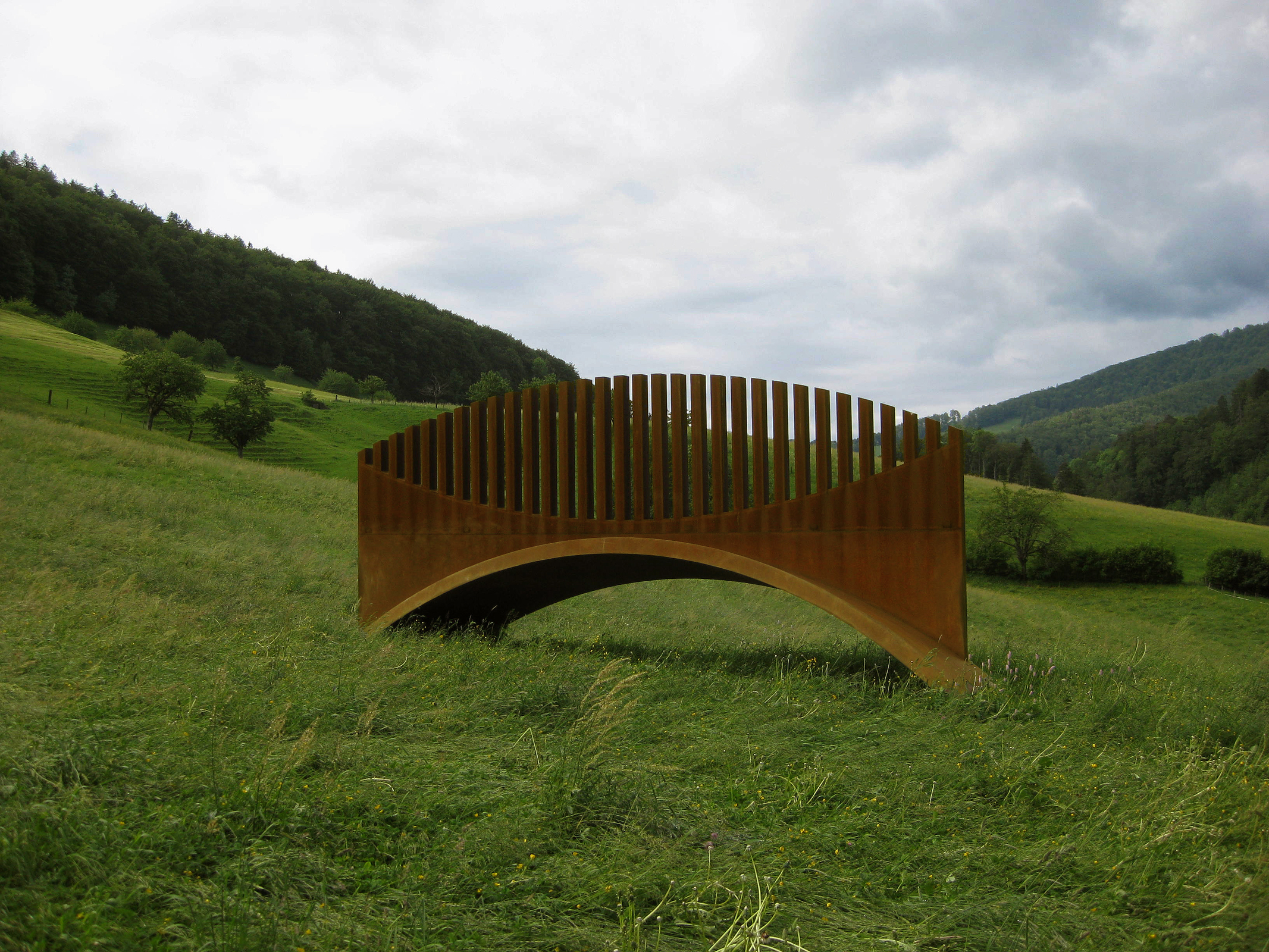
Spring – Sculpture at Schoenthal
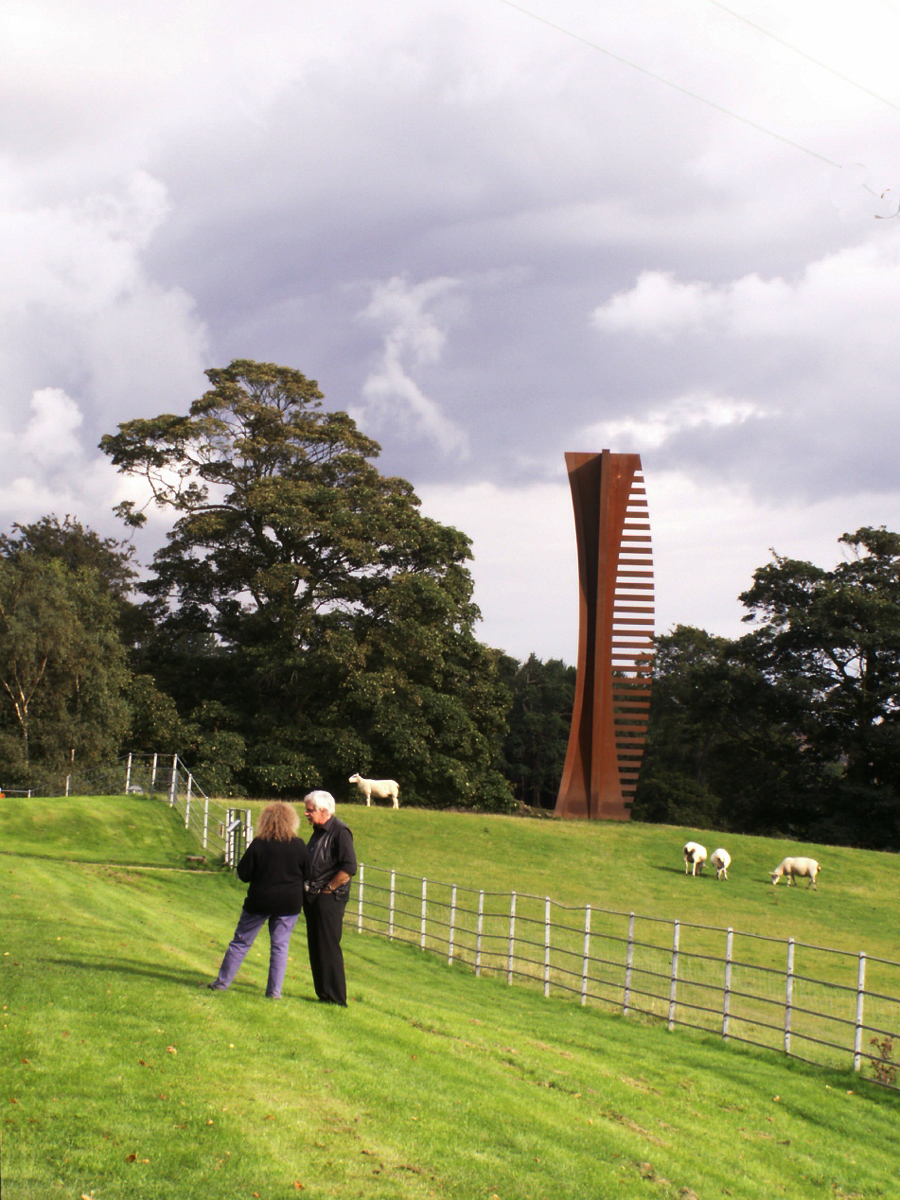
Crossing (Vertical) – Yorkshire Sculpture Park
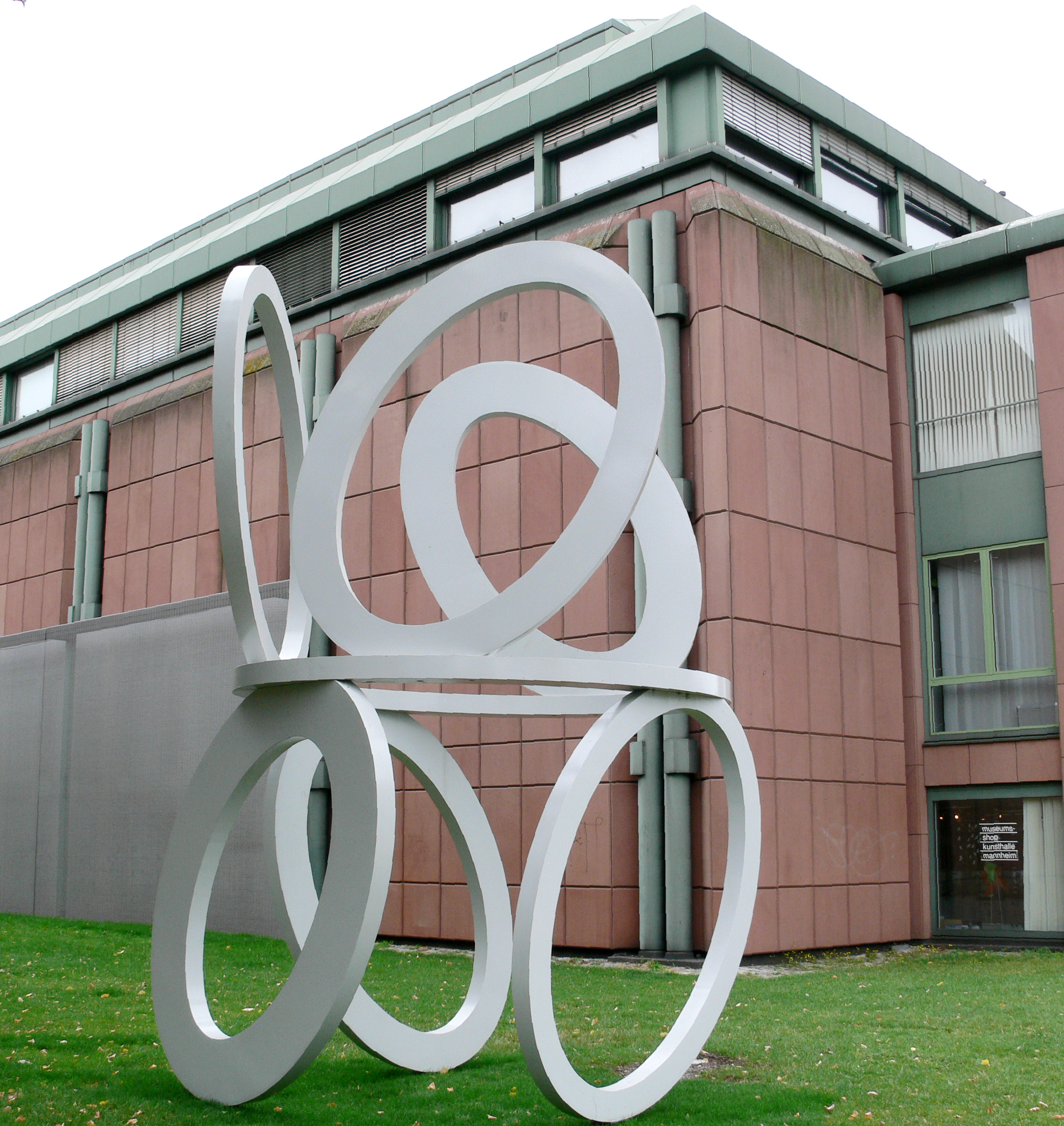
Slow Motion – Mannheim